# بندقوط خنزيري القدم
البندقوط خنزيري القدم (باللاتينية: Chaeropus ecaudatus) هو حيوانٌ جرابيٌّ صغير كان يعيش في السُّهول الجافَّة وشبه الجافَّة بقارة أستراليا. تقلَّصت أماكن انتشار النوع لاحقاً إلى صحارى وسط أستراليا المُغلَقة، وقد شوهد على قيد الحياة لآخر مرَّة في خمسينيات القرن العشرين، ولذلك يفترض أنه نوعٌ منقرضٌ الآن.

## التصنيف
كان يُصنَّف هذا النوع سابقاً ضمن فصيلة البندقوطيَّات، حيث وُضع مع البيلبيَّات في أسرةٍ سُمِّيت Chaeropodinae ابتدعها الأحيائيَّان ماكينا وبل سنة 1997. إلا أنَّ هيئة هذه الحيوانات مختلفةٌ كثيراً بالواقع عن البيلبيَّات والبندقوطيَّات، وأثبتت الدراسات الحديثة أن جيناته مختلفةٌ عنهما بالفعل. مُنذ ذلك الحين حاز النوع فصيلةً مستقلًة خاصة به تحت مُسمَّى Chaeropodidae.

## الوصف
كان يبلغ طول جسد البندقوط خنزيري القدم 23 إلى 26 سنتيمتراً، إضافةً إلى ذيل بطول 10 إلى 15 سم. كان يبدو مظهره مثل البيلبي تقريباً، فهُما يتشابهان بأطرافهما الطويلة والنحيلة، وآذانهما المُدبَّبة، وذيلهما الطويل. إلا أنَّ بعض الخصائص الأكثر تفصيلاً للبندقوط خنزيري القدم تجعله مختلفاً جداً عن الجرابيات الأخرى جميعها. فساقاه الأماميَّتان لهما إصبعان إضافيَّان بشكل الحافر، تشبهان أصابع الخنزير أو الأيل. كما كان في قدمه الخلفية إصبعٌ رابعٌ كبير فيه مخلبٌ ضخم بشكل حافر حصانٍ صغير، أما أصابع قدمه الخلفية الآخران فهي غير وظيفيَّة ولا تؤدِّي غرضاً مُحدَّداً.
كانت لهذه الحيوانات خمس أزواجٍ من القواطع السفليَّة وثلاث من العلويَّة. كانت لدى الإناث ثمانية حلماتٍ، وكانت فتحة جرابها مُتَّجهةً نحو الخلف لكي لا تدخل الأتربة والأوساخ إليه (على عكس الكنغر مثلاً الذي تتجه فتحة جرابه إلى الأمام).

## الموئل

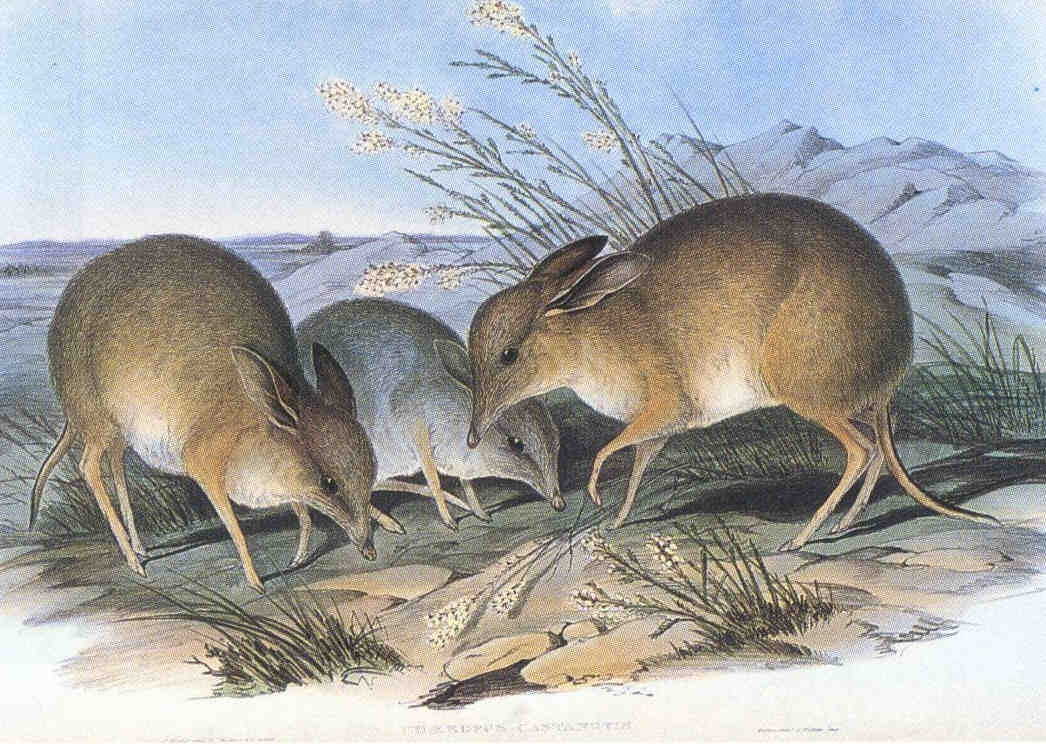
رسمٌ للبندقوط خنزيري القدم من إعداد الأحيائي جون غولد.

كان يعيش البندقوط خنزيريُّ القدم في منطقتي فكتوريا ونيوساوث ويلز بأستراليا الغربية والجانب الجنوبي من الإقليم الشمالي إضافةً إلى جنوب أستراليا. وقد كان يقطن مجموعةً متنوِّعة من الموائل، من المروج العشبيَّة والأحراش المعشوشبة إلى السُّهول الجافة الحارة في وسط أستراليا. ومع أن هذه الحيوانات قطنت أقاليم عديدة، إلا أنها كانت تعيش بأماكن متباعدةٍ عن بعضها بعضاً ولم تكن أعدادها كبيرةً على الإطلاق.

## الانقراض
حسب المعلومات التي تناقلتها أجيال القبائل الأستراليَّة الأصليَّة، كان البندقوط خنزيري القدم حيواناً نادراً حتى قبل وُصول المستوطنين الأوروبيِّين إلى قارة أستراليا، وقد كانت أعداده بالفعل تواجه تناقُصاً سريعاً عندما بدأ علماء الأحياء الأوروبيُّون بدراسته للمرَّة الأولى في مُنتصف القرن التاسع عشر. في عام 1857، وَظَّف الأحيائي جيرارد كرِفت بعض السكان المحليِّين الأصليين ليحضروا له عيِّنات من هذا الحيوان، فأحضروا له حيوانين ليدرسهما. ومع أن الحصول عليهما حيَّين كان أمراً عصيباً، أرفقَ جيرارد اعتذاراً بين ملاحظته يتعلَّق بأنه أكل أحدهما كطعامٍ أثناء بعثته. لم تُجمَع سوى حيواناتٍ قليلة من هذا النوع وهي على قيد الحياة خلال باقي القرن التاسع عشر، جاءت مُعظَمُها من شمالي غربي فكتوريا. مع بداية القرن العشرين، كان هذا النوع قد انقرض في كلِّ إقليم فكتوريا ومُعظم جنوب غربي أستراليا. عُثر على آخر فردٍ حيٍّ منه في سنة 1901. بحلول سنة 1945 كان النوع قد انقرض في جنوب أستراليا، لكن بقيت منه أعدادٌ محدودةُ جداً في وسط القارَّة. رُغم ذلك، يقول السكان المحليُّون الأصليُّون لأستراليا أن هذا الحيوان ظلَّ موجوداً في صحراء قبسون وصحراء الرمل الكبرى حتى خمسينيَّات القرن العشرين.
سبب انقراض البندقوط خنزيري القدم غير معروفٍ على وجه التحديد، فعندما وصلت الحيوانات المُجتاحة التي استقدمها الأوروبيون إلى أستراليا (وهي الأرنب والثعلب الأحمر) كان هذا الحيوان قد انقرض بالفعل في جنوب غربي القارة. لكن بما أنَّ القطط المتوحَّشة كانت منتشرةً في المنطقة آنذاك، لعلَّها تكون أحد الأسباب الأساسية بالانقراض. فمن المُحتمل أن السبب الأهم وراء الانقراض هو تغيُّر موئل هذا الحيوان: أولاً، أن السكان المحليين الأصليين لأستراليا توقَّفوا عن عادة قطع وحرق الغابات لإعادة زراعتها، والتي كانت تُؤمِّن دائماً بقعاً صغيرة فيها نباتاتٌ جديدة تكون قريبةً بالآن ذاته من الغابات القديمة التي توفِّر غطاءً جيداً. إلا أنَّ أعداد السكان الأصليين تناقصت بنسبة 90% خلال القرن التاسع عشر (الأسباب الأساسيَّة هي الأمراض الأجنبية التي جلبها الأوروبيُّون معهم، والتي لم تكن أجسام السكان الأصليين معتادةً عليها). أما ثانياً، فقد جلبَ الأوروبيُّون معهم أعداداً هائلةً من الأغنام والماشية لترعى سهول أستراليا، ممَّا أدى إلى تناقصٍ شديد بكمية النبات والغذاء الذي يتسطيع البندقوط خنزيري القدم الوصولَ إليه.